# Polyspora
Polyspora je biljni rod drveća ili grmova iz porodice čajevki (Theaceae). Četrdesetak vrsta raste po tropskoj i suptropskoj Aziji
Rod je opisan 1825.

## Vrste
1. Polyspora amboinensis (Miq.) Orel, Peter G.Wilson, Curry & Luu
2. Polyspora ampla Orel, Curry & Luu
3. Polyspora axillaris (Roxb. ex Ker Gawl.) Sweet
4. Polyspora balansae (Pit.) Hu
5. Polyspora bidoupensis (Gagnep.) Orel, Peter G.Wilson, Curry & Luu
6. Polyspora borneensis (H.Keng) Orel, Peter G.Wilson, Curry & Luu
7. Polyspora ceylanica (Wight) Orel, Peter G.Wilson, Curry & Luu
8. Polyspora chrysandra (Cowan) Hu ex B.M.Barthol. & T.L.Ming
9. Polyspora concentricicatrix (Burkill) Orel, Peter G.Wilson, Curry & Luu
10. Polyspora dalglieshiana (Craib) Orel, Peter G.Wilson, Curry & Luu
11. Polyspora dassanayakei (Wadhwa & Weeras.) Orel, Peter G.Wilson, Curry & Luu
12. Polyspora dipterosperma (Kurz) Orel, Peter G.Wilson, Curry & Luu
13. Polyspora elliptica (Gardner) Orel, Peter G.Wilson, Curry & Luu
14. Polyspora excelsa (Blume) Orel, Peter G.Wilson, Curry & Luu
15. Polyspora gardneri Orel, Peter G.Wilson, Curry & Luu
16. Polyspora gigantiflora (Gagnep.) Orel, Peter G.Wilson, Curry & Luu
17. Polyspora gioii Luu, Tich & H.Tran
18. Polyspora grandiflora (Merr.) Orel, Peter G.Wilson, Curry & Luu
19. Polyspora hainanensis (Hung T.Chang) C.X.Ye ex S.X.Yang
20. Polyspora havilandii (Burkill) Orel, Peter G.Wilson, Curry & Luu
21. Polyspora hirtella (Ridl.) Orel, Peter G.Wilson, Curry & Luu
22. Polyspora huongiana Orel, Curry & Luu
23. Polyspora imbricata (King) Orel, Peter G.Wilson, Curry & Luu
24. Polyspora integerrima (Miq.) Orel, Peter G.Wilson, Curry & Luu
25. Polyspora intricata (Gagnep.) Orel, Peter G.Wilson, Curry & Luu
26. Polyspora lanceifolia (Burkill) Orel, Peter G.Wilson, Curry & Luu
27. Polyspora longicarpa (Hung T.Chang) C.X.Ye ex B.M.Barthol. & T.L.Ming
28. Polyspora luzonica (S.Vidal) Orel, Peter G.Wilson, Curry & Luu
29. Polyspora maingayi (Dyer) Orel, Peter G.Wilson, Curry & Luu
30. Polyspora marginata (Korth.) Orel, Peter G.Wilson, Curry & Luu
31. Polyspora multinervis (King) Orel, Peter G.Wilson, Curry & Luu
32. Polyspora nivea Orel, Curry & Luu
33. Polyspora oblongifolia (Miq.) Orel, Peter G.Wilson, Curry & Luu
34. Polyspora papuana (Kobuski) Orel, Peter G.Wilson, Curry & Luu
35. Polyspora polisana (Burkill) Orel, Peter G.Wilson, Curry & Luu
36. Polyspora sablayana (Melch.) Orel, Peter G.Wilson, Curry & Luu
37. Polyspora sarawakensis (H.Keng) Orel, Peter G.Wilson, Curry & Luu
38. Polyspora scortechinii (King) Orel, Peter G.Wilson, Curry & Luu
39. Polyspora speciosa (Kochs) B.M.Barthol. & T.L.Ming
40. Polyspora spectabilis (W.Hunter) Orel, Peter G.Wilson, Curry & Luu
41. Polyspora taipingensis (Burkill) Orel, Peter G.Wilson, Curry & Luu
42. Polyspora tiantangensis (L.L.Deng & G.S.Fan) S.X.Yang
43. Polyspora vulcanica (Korth.) Orel, Peter G.Wilson, Curry & Luu ex I.M.Turner

## Galerija
- Polyspora axillaris
- Polyspora axillaris, plod
- Polyspora axillaris, cvijet